# Pseudobistonidae
Famille
Les Pseudobistonidae sont une famille de lépidoptères (papillons) asiatiques de la super-famille des Geometroidea. 

## Systématique
Cette famille a été décrite en 2015, et ne contenait alors qu'une seule espèce : Pseudobiston pinratanai, qui était classée précédemment dans la famille des Geometridae. 
Une deuxième espèce a été transférée dans les Pseudobistonidae en 2019 : Heracula discivitta, qui était précédemment classée dans les Erebidae, Lymantriinae. Une nouvelle sous-famille a alors été créée pour cette espèce : les Heraculinae.

## Liste des sous-familles et des genres
- Sous-famille des Pseudobistoninae Minet, Rajaei & Stüning, 2015
  - Genre Pseudobiston Inoue, 1994
- Sous-famille des Heraculinae Wang & Holloway, 2019
  - Genre Heracula Moore, [1866]